# Flora (Verzeichnis)
Unter Flora (Plural: Floren; von lateinisch flora) versteht man nicht nur die Pflanzenwelt bzw. das Florenreich eines bestimmten Gebietes, sondern auch ein Verzeichnis sämtlicher dort vorkommender Pflanzenarten. Zur sprachlichen Abgrenzung wird häufig auch der Begriff Florenwerk benutzt.
Die Idee, sämtliche Pflanzenarten eines bestimmten Gebietes in einem Katalog aufzulisten, wurde erstmals im Jahr 1622 von Caspar Bauhin, Professor für Anatomie und Botanik an der Universität Basel in seiner Zusammenstellung Catalogus plantarum circa Basileam sponte nascentium verwirklicht. Zuvor waren nur Pflanzenkataloge verfasst worden, in denen die Pflanzengeographie nur eine untergeordnete Rolle spielte. Die Systematik war zu dieser Zeit ebenfalls noch nicht etabliert. Erstmals unter diesem Begriff veröffentlichte Simon Pauli der Jüngere 1648 die Flora Danica, Det er: Dansk Urtebog, sie enthielt neben einheimischen auch Gartenpflanzen.
Seither wird von vielen Ländern die vollständige Erhebung und Zusammenstellung der Pflanzenvielfalt in ihrem Territorium gefördert, neben solchen nationalen Floren existieren jedoch auch Florenwerke für Großräume, so zum Beispiel die Flora of Tropical East Africa, die Flora Malesiana (Malesien) oder die Flora Neotropica (Neotropis).
Durch Überprüfungen in zeitlichem Abstand können Veränderungen in der Zusammensetzung, Gefährdungen oder Einwanderung von Neophyten festgestellt werden. Im Vergleich verschiedener Floren weltweit kann die Biodiversität eines Gebietes numerisch festgelegt werden. Diese ist im tropischen Regenwaldgürtel, innerhalb 15° nördlicher und südlicher Breite am höchsten. Sie beträgt meistens über 3000 Arten, in manchen Gebieten bis zu 10.000 Arten pro 10.000 Quadratkilometer.

## Spezielle Florenwerke

### Exkursionsfloren
Unter einer Exkursionsflora versteht man ein für Exkursionen in seiner Kompaktheit angemessenes Bestimmungsbuch über die Pflanzen eines Florengebietes. Die benutzten Merkmale im meist dichotom aufgebauten Bestimmungsschlüssel sind dabei so ausgewählt, dass sie ohne größere technische Hilfsmittel unterwegs zu ermitteln sind, allenfalls wird eine 10-fache Lupe benötigt.
Beispiele für Exkursionsfloren sind:
- Werner Rothmaler (Hrsg.): Exkursionflora. Ein Pflanzenbestimmungsbuch für Schulen und Hochschulen. Berlin 1957.
- Werner Rothmaler: Exkursionsflora von Deutschland. In vier bzw. fünf Bänden.[2][3][4][5]
- Manfred Fischer: Exkursionsflora für Österreich, Liechtenstein und Südtirol.[6]
- Thomas Götz: Online-Exkursionsflora der  Alpen und angrenzender Gebiete online

### Online-Floren
Beispiele sind:
- FloraWeb – Daten und Informationen zu Wildpflanzen und zur Vegetation Deutschlands[7]
- Online-Flora von Österreich[8]
- Info flora – Das nationale Daten- und Informationszentrum der Schweizer Flora[9]

Während gedruckte Florenwerke, die aus zahlreichen Bänden bestehen, meist nur in Bibliotheken botanischer Institute zur Verfügung stehen, sind online veröffentlichte Floren von überall zugänglich. Der Textteil einiger größerer Florenwerke ist online verfügbar, beispielsweise Flora of North America und Flora of China. Eine Liste von Online-Floren findet man bei eFloras.

## Floren nach Ländern
Diese Liste enthält geografisch sortierte Beispiele von Floren und Exkursionsfloren. Vielfach lassen sich Floren auch im grenznahen Ausland verwenden.

### Europa
- T. G. Tutin u. a. (Hrsg.): Flora Europaea
- Gustav Hegi (Begründer): Illustrierte Flora von Mittel-Europa

#### Deutschland
- Otto Schmeil, Jost Fitschen: Die Flora Deutschlands und angrenzender Länder[13]
- Werner Rothmaler: Exkursionsflora von Deutschland. In vier bzw. fünf Bänden: Niedere Pflanzen,[2] Gefäßpflanzen Grundband (umfasst in der Neuauflage auch den Kritischen Band),[3] Gefäßpflanzen Atlasband,[4] Krautige Zier- und Nutzpflanzen.[5]
- Erich Oberdorfer: Pflanzensoziologische Exkursionsflora für Deutschland und angrenzende Gebiete.[14]

#### Dänemark
- Georg Christian Oeder: Flora Danica (1753–1883)

#### Frankreich
- Paul Fournier: Les quatre flores de France. Corse comprise. Générale, alpine, méditerranéenne et littorale. Paris: Dunod, 2001

#### Italien
- Sandro Pignatti: Flora d'Italia[15]

#### Norwegen
- Johan Ernst Gunnerus: Flora Norvegica (1766 bzw. 1772)
- Axel Gudbrand Blytt: Norges flora (1861–1876)

#### Österreich
- Manfred Fischer: Exkursionsflora für Österreich, Liechtenstein und Südtirol.[6]

#### Schweiz
- Konrad Lauber und Gerhart Wagner: Flora Helvetica[16]
- August Binz und Christian Heitz: Schul- und Exkursionsflora für die Schweiz, mit Berücksichtigung der Grenzgebiete[17]
- Hans Ernst Hess u. a.: Bestimmungsschlüssel zur Flora der Schweiz und angrenzender Gebiete[18]

### Afrika
- Flora of Tropical East Africa

### Amerika
- Flora of North America[10]

- Flora de Colombia

### Asien
- Karl Heinz Rechinger (Hrsg.): Flora Iranica. Flora des Iranischen Hochlandes und der umrahmenden Gebirge.   Akademische Drucks- und Verlagsanstalt, Graz. 176 Bände, 1963–2005.
- Zohary/Feinbrun/Danin: Flora Palaestina. fünf Bände (1966–2007). Umfasst Israel, das Westjordanland, den Gazastreifen, die Golanhöhen, den israelisch besetzten Teil des Bergs Hermon sowie Jordanien
- Flora of China[11]